# Ian Bohen
Ian Stuart Bohen (Carmel-by-the-Sea, 24 settembre 1976) è un attore statunitense conosciuto soprattutto per il suo ruolo di Peter Hale nella serie tv Teen Wolf, della MTV.
È anche apparso nel ruolo di Roy Hazelitt nella prima stagione di Mad Men, serie tv prodotta dalla AMC.

## Biografia
Ian Bohen è nato a Carmel-by-the-Sea, in California. Iniziò la sua carriera cinematografica, con il suo debutto in Delivering, film di Todd Field in collaborazione con l'AFI Conservatory. Nel 1994 interpretò, insieme a Kevin Costner, il ruolo di Wyatt Earp, nel film Wyatt Earp di Lawrence Kasdan.
Nel 1997 apparve anche in alcuni flashback della serie tv Hercules, con il ruolo del giovane Hercules. Egli inizialmente fu scelto per lo stesso ruolo nello spin-off Young Hercules, ma declinò l'offerta perché non era disposto a trasferirsi in Nuova Zelanda..Tra il 1998 e il 2001 è anche apparso in 10 episodi di Da un giorno all'altro, nel ruolo di Johnny O'Brien.
Bohen ha interpretato il ruolo di Roy Hazelitt rivale in amore del protagonista Don Draper, nella prima stagione di Mad Men.
Nel 2011 ottiene il ruolo di Peter Hale nella serie televisiva Teen Wolf. Antagonista principale della prima stagione, in totale è presente in 42 episodi della serie. Nel 2017 per l'interpretazione del lupo mannaro è stato candidato come miglior guest star in una serie televisiva ai Saturn Awards.
Nel 2014 prende parte ad alcuni episodi della serie tv Chicago P.D., interpretando la parte di Edwin Stilwell. Nel 2016 è stato confermato nel cast di I segreti di Wind River diretto da Taylor Sheridan.
Da giugno 2018 è nel cast di Yellowstone, Bohen interpreta il ruolo ricorrente di Ryan. Lo stesso anno esce il film Little Women, basato sul romanzo di Louisa May Alcott Piccole donne. Bohen interpreta Freddy Bhaer, professore tedesco che inizia una relazione con Jo March. Il film viene distribuito il 28 settembre 2018 in occasione del 150º anniversario della pubblicazione del romanzo. Inoltre interpreta Carson Wills nel sequel di Sicario, Soldado, con Benicio del Toro, Josh Brolin e Jeffrey Donovan.

## Filmografia

### Attore

#### Cinema
- Delivering, regia di Todd Field - cortometraggio (1993)
- Wyatt Earp, regia di Lawrence Kasdan (1994)
- Moster Mash: The Movie, regia di Joel Cohen e Alec Sokolow (1995)
- Young Hercules, regia di T.J. Scott (1998)
- Pearl Harbor, regia di Michael Bay (2001)
- Hometown Legend, regia di James Anderson (2002)
- Special, regia di Hal Haberman e Jeremy Passmore (2006)
- Marigold, regia di Willard Carroll (2007)
- Interpretation, regia di Lin Oeding - cortometraggio (2008)
- Irreversi, regia di Michael Gleissner (2010)
- Fanboy, regia di Gillian Greene - cortometraggio (2011)
- Vile, regia di Tylor Sheridan (2011)
- Il cavaliere oscuro - Il ritorno (The Dark Knight Rises), regia di Christopher Nolan (2012)
- 5 Souls, regia di Brett Donowho (2013)
- I segreti di Wind River (Wind River), regia di Taylor Sheridan (2017)
- Soldado (Sicario: Day of the Soldado), regia di Stefano Sollima (2018)
- Little Women, regia di Clare Niederpruem (2018)
- Teen Wolf - Il film (Teen Wolf: The Movie), regia di Russell Mulcahy (2023)
- Air Force One Down (Air Force One Down), regia di James Bamford (2024)

#### Televisione
- Weird Science – serie TV, episodio 2x10 (1994)
- Walker Texas Ranger – serie TV, episodio 3x15 (1995)
- La signora del West (Dr. Quinn, Medicine Woman) – serie TV, episodio 3x21 (1995)
- Crescere, che fatica! (Boy Meets World) – serie TV, episodio 3x18 (1996)
- La famiglia Brock (Picket Fences) – serie TV, episodio 4x22 (1996)
- È solo un gioco (Her Last Chance), regia di Richard A Colla – film TV (1996)
- Tre vite allo specchio (If These Walls Could Talk), regia di Cher – film TV (1996)
- Townies – serie TV, episodio 1x08 (1996)
- Baywatch Nights – serie TV, episodio 2x16 (1997)
- Hercules – serie TV, 4 episodi (1997-1998)
- Dawson's Creek – serie TV, episodio 1x03 (1998)
- To Have & to Hold – serie TV, episodio 1x05 (1998)
- Da un giorno all'altro (Any Day Now) – serie TV, 10 episodi (1998-2001)
- JAG - Avvocati in divisa (JAG) – serie TV, episodio 9x22 (2004)
- Cold Case - Delitti irrisolti (Cold Case) – serie TV, episodio 2x02 (2004)
- Joan of Arcadia – serie TV, episodio 2x06 (2004)
- Mad Men – serie TV, episodi 1x06-1x08 (2007)
- Prison Break – serie TV, episodio 4x20 (2008)
- CSI: Miami – serie TV, episodio 9x04 (2010)
- Drop Dead Diva – serie TV, episodio 3x01 (2011)
- Body of Proof – serie TV, episodio 2x09 (2011)
- Teen Wolf – serie TV, 42 episodi (2011-2017)
- I signori della fuga (Breakout Kings) – serie TV, 7 episodi (2012)
- The Mentalist – serie TV, episodio 4x15 (2012)
- Major Crimes – serie TV, 4 episodi (2012)
- The Client List - Clienti speciali (The Client List) – serie TV, episodio 2x12 (2013)
- Beauty and the Beast – serie TV, episodio 2x10 (2014)
- Chicago P.D. – serie TV, 8 episodi (2014)
- Yellowstone – serie TV, 50 episodi (2018-2024)
- Superman & Lois – serie TV, 8 episodi (2022)

### Regista
- Morning Love - cortometraggio (2011)
- The Tow - cortometraggio (2015)

## Doppiatori italiani
Nelle versioni in italiano delle opere in cui ha recitato, Ian Bohen è stato doppiato da:
- Francesco Pezzulli in Cold Case - Delitti irrisolti, Da un giorno all'altro
- Edoardo Stoppacciaro in I segreti di Wind River, Yellowstone
- Simone D'Andrea in Teen Wolf, Teen Wolf - Il film
- Emiliano Coltorti in Mad Men
- Gianfranco Miranda in Prison Break
- Stefano Crescentini in Body of Proof
- Andrea Lavagnino in The Mentalist
- Davide Lepore in CSI: Scena del crimine
- Alessio Cigliano in Chicago P.D.
- Francesco Bulckaen in Dawson's Creek
- Fabrizio Manfredi in Wyatt Earp
- Fabio Boccanera in Major Crimes
- Marco Vivio in Hercules